# Fjordcenter Jyllinge
Fjordcenter Jyllinge var ett museum i Jyllinge vid Roskildefjorden i Danmark. Museet var inriktat på den norra delen av Roskilde kommun, kallad Gundsøegnen, med utställningar om jakt, fiske och byliv. Därutöver arrangerades tillfälliga utställningar på olika teman.
2012 beslutade Roskilde Museums styrelse att av besparingsskäl stänga Fjordcenter Jyllinge.
På museet fanns ett lokalhistoriskt informationscentrum och arkiv. Vidare omfattade museet en trädgårdsanläggning med omkring 100 medicinal- och kryddväxter, samt en terrass med utsikt över fjorden och med åtkomst till museets båtsamling.